# Schefferomitra subaequalis
Schefferomitra subaequalis är en kirimojaväxtart som först beskrevs av Rudolph Herman Scheffer, och fick sitt nu gällande namn av Friedrich Ludwig Diels. Schefferomitra subaequalis ingår i släktet Schefferomitra och familjen kirimojaväxter. Utöver nominatformen finns också underarten S. s. macrocalyx.